# Deutsche Einband-Meisterschaft 1989/90

Veranstaltungsort: Frankfurt am Main

Die Deutsche Einband-Meisterschaft 1989/90 ist eine Billard-Turnierserie und fand vom 8. bis zum 9. Dezember 1989 in Frankfurt am Main zum 36. Mal statt.

## Geschichte
Nach fünf Finalniederlagen gegen Wolfgang Zenkner in den letzten Jahren nahm Thomas Wildförster diesmal Revenge und gewann seinen zweiten DM-Titel im Einband. Die besten Turnierleistungen erzielte aber der Münchener. Platz drei sicherte sich der Bochumer Fabian Blondeel.

## Modus
Gespielt wurde in den Gruppenspielen bis 100 Punkte oder 20 Aufnahmen. Ab dem Halbfinale bis 150 Punkte ohne Aufnehmenbegrenzung.
Die Endplatzierung ergab sich aus folgenden Kriterien:
1. Matchpunkte
2. Generaldurchschnitt (GD)
3. Bester Einzeldurchschnitt (BED)
4. Höchstserie (HS)

## Teilnehmer (nach Ausgangsklassenet)
1. Thomas Wildförster (BF Horster-Eck Essen), Titelverteidiger
2. Fabian Blondeel (DBC Bochum)
3. Günter Siebert (1. BSC Marl 58/74)
4. Ralf Köstner (Billard Club Frankfurt 1912), Ausrichterplatz
5. Wolfgang Zenkner (BSV München)
6. Dieter Wirtz (BSG Neudorf-Hochfeld 32/36)
7. Wolfgang Matz (BC Feldmark 34 Gelsenkirchen)
8. Torsten Anders (BSV Velbert)

## Qualifikation
Die ersten drei Plätze der letzten Meisterschaft waren gesetzt. In drei Sichtungslehrgängen qualifizierten sich die drei Gruppensieger (durch die Absage von Kersten Reinartz spielte Wolfgang Matz) so wie der Durchschnittsbeste und es gab ein Ausrichterplatz für die Endrunde.
| # | Name                                       | GD    |
| - | ------------------------------------------ | ----- |
| 1 | Wolfgang Zenkner (BSV München)             | 12,00 |
| 2 | Klaus Müller (BC 1921 Elversberg)          | 6,40  |
| 3 | Orhan Erogul (Billard Club Frankfurt 1912) | 5,22  |
| 4 | Klaus Bosel (BC 1921 Elversberg)           | 5,84  |
| 5 | Dieter Steinberger (BC Kempten)            | 4,92  |

| MP    | Match Punkte (Sieger = 2; Unentschieden = 1; Verlierer = 0) |
| SV    | Satzverhältnis (nur bei Turnieren im Satzsystem)            |
| Pkte. | Erzielte Karambolagen                                       |
| Aufn. | benötigte Aufnahmen                                         |
| GD    | Generaldurchschnitt                                         |
| MGD   | Mannschafts-Generaldurchschnitt                             |
| BED   | Bester Einzeldurchschnitt eines Spielers                    |
| BEMD  | Bester Einzeldurchschnitt einer Mannschaft                  |
| BSD   | Bester Satzdurchschnitt eines Spielers                      |
| HS    | Höchstserie                                                 |
| WRP   | Weltranglistenpunkte                                        |

| # | Name                                      | GD   |
| - | ----------------------------------------- | ---- |
| 1 | Dieter Wirtz (BSG Neudorf-Hochfeld 32/36) | 8,65 |
| 2 | Dieter Großjung (BF Horster-Eck Essen)    | 8,95 |
| 3 | Torsten Anders (BSV Velbert)              | 9,97 |
| 4 | Uwe van den Berg (BF Horster-Eck Essen)   | 6,10 |

| MP    | Match Punkte (Sieger = 2; Unentschieden = 1; Verlierer = 0) |
| SV    | Satzverhältnis (nur bei Turnieren im Satzsystem)            |
| Pkte. | Erzielte Karambolagen                                       |
| Aufn. | benötigte Aufnahmen                                         |
| GD    | Generaldurchschnitt                                         |
| MGD   | Mannschafts-Generaldurchschnitt                             |
| BED   | Bester Einzeldurchschnitt eines Spielers                    |
| BEMD  | Bester Einzeldurchschnitt einer Mannschaft                  |
| BSD   | Bester Satzdurchschnitt eines Spielers                      |
| HS    | Höchstserie                                                 |
| WRP   | Weltranglistenpunkte                                        |

| # | Name                                         | GD   |
| - | -------------------------------------------- | ---- |
| 1 | Kersten Reinartz (BC Herne-Stamm)            | 5,92 |
| 2 | Wolfgang Matz (BC Feldmark 34 Gelsenkirchen) | 5,61 |
| 3 | Wolfgang Fischer (BC Stadtlohn)              | 3,49 |
| 4 | Ludger Havlik (BSV Marl)                     | 3,94 |

| MP    | Match Punkte (Sieger = 2; Unentschieden = 1; Verlierer = 0) |
| SV    | Satzverhältnis (nur bei Turnieren im Satzsystem)            |
| Pkte. | Erzielte Karambolagen                                       |
| Aufn. | benötigte Aufnahmen                                         |
| GD    | Generaldurchschnitt                                         |
| MGD   | Mannschafts-Generaldurchschnitt                             |
| BED   | Bester Einzeldurchschnitt eines Spielers                    |
| BEMD  | Bester Einzeldurchschnitt einer Mannschaft                  |
| BSD   | Bester Satzdurchschnitt eines Spielers                      |
| HS    | Höchstserie                                                 |
| WRP   | Weltranglistenpunkte                                        |

## Turnierverlauf

### Gruppenphase
| Platz | Name               | MP  | GD   |
| ----- | ------------------ | --- | ---- |
| 1     | Wolfgang Zenkner   | 4:2 | 9,16 |
| 2     | Thomas Wildförster | 4:2 | 8,69 |
| 3     | Ralf Köstner       | 2:4 | 5,31 |
| 4     | Torsten Anders     | 2:4 | 4,17 |

| Platz | Name            | MP  | GD   |
| ----- | --------------- | --- | ---- |
| 1     | Fabian Blondeel | 6:0 | 6,97 |
| 2     | Günter Siebert  | 4:2 | 5,38 |
| 3     | Wolfgang Matz   | 2:4 | 3,98 |
| 4     | Dieter Wirtz    | 0:6 | 3,27 |

### Finalrunde
| Halbfinale         |     |     |    |       |       |    |
| Wolfgang Zenkner   | 2:0 | 150 | 8  | 18,75 | 15,75 | 68 |
| Günter Siebert     | 0:2 | 59  | 8  | 7,37  | –     | 17 |
| Fabian Blondeel    | 0:2 | 93  | 18 | 5,16  | –     | 50 |
| Thomas Wildförster | 2:0 | 150 | 18 | 8,33  | 8,33  | 58 |
| Spiel um Platz 3   |     |     |    |       |       |    |
| Günter Siebert     | 0:2 | 95  | 20 | 4,75  | –     | 16 |
| Fabian Blondeel    | 2:0 | 150 | 20 | 7,50  | 7,50  | 28 |
| Finale             |     |     |    |       |       |    |
| Wolfgang Zenkner   | 0:2 | 47  | 9  | 5,22  | –     | 29 |
| Thomas Wildförster | 2:0 | 150 | 9  | 16,66 | 16,66 | 59 |

### Abschlusstabelle
| MP    | Match Punkte (Sieger = 2; Unentschieden = 1; Verlierer = 0) |
| SV    | Satzverhältnis (nur bei Turnieren im Satzsystem)            |
| Pkte. | Erzielte Karambolagen                                       |
| Aufn. | benötigte Aufnahmen                                         |
| GD    | Generaldurchschnitt                                         |
| MGD   | Mannschafts-Generaldurchschnitt                             |
| BED   | Bester Einzeldurchschnitt eines Spielers                    |
| BEMD  | Bester Einzeldurchschnitt einer Mannschaft                  |
| BSD   | Bester Satzdurchschnitt eines Spielers                      |
| HS    | Höchstserie                                                 |
| WRP   | Weltranglistenpunkte                                        |

| Klassement                | Klassement         | Klassement | Klassement | Klassement | Klassement | Klassement | Klassement | Klassement | Klassement |
| Platz                     | Name               | MP         | GD         | BED        | HS         |            |            |            |            |
| ------------------------- | ------------------ | ---------- | ---------- | ---------- | ---------- | ---------- | ---------- | ---------- | ---------- |
| 1                         | Thomas Wildförster | 8:2        | 9,78       | 16,66      | 59         |            |            |            |            |
| 2                         | Wolfgang Zenkner   | 6:4        | 10,02      | 18,75      | 68         |            |            |            |            |
| 3                         | Fabian Blondeel    | 8:2        | 6,70       | 9,09       | 50         |            |            |            |            |
| 4                         | Günter Siebert     | 4:6        | 5,42       | 5,00       | 30         |            |            |            |            |
| 5                         | Ralf Köstner       | 2:4        | 5,31       | 6,25       | 24         |            |            |            |            |
| 6                         | Wolfgang Matz      | 2:4        | 3,98       | 5,88       | 25         |            |            |            |            |
| 7                         | Torsten Anders     | 2:4        | 4,17       | 6,25       | 29         |            |            |            |            |
| 8                         | Dieter Wirtz       | 0:6        | 3,27       | –          | 21         |            |            |            |            |
| Turnierdurchschnitt: 6,20 |                    |            |            |            |            |            |            |            |            |